# Helvig Holštýnská
Helvig Holštýnská (1260, Itzehoe – 1324, Västmanland) byla švédská královna, manželka Magnuse III. Byla dcerou Gerharda Holštýnského († 1290) a Alžběty Meklenburské († 1280).

## Život
Helvig se za Magnuse provdala v roce 1276, papež jeho první manželství anuloval a udělil jim dispenz až o deset let později, v roce 1286. Magnus tímto sňatkem zabránil dánsko-holštýnské alianci. Královnou byla Helvig korunována v Söderköpingu 29. června 1281; je to první potvrzená korunovace švédské královny. Zahrnuty byly i modlitby za její plodnost.
O královně – vyjma toho, že byla zakladatelkou klášterů – příliš slyšet není, jako královna i jako královna-vdova (po roce 1290) žila tichým životem. Není známo, že by měla nějakou politickou roli, formální či neformální, během vlády svého manžela či po ní. Je popisována jako ušlechtilá, oddaná a mírumilovná matka, kterou trápily konflikty mezi jejími syny. Byla také jakousi náhradní matkou pro budoucí nevěstu syna Birgera, Markétu Dánskou, která velkou část dětství strávila ve Švédsku. V roce 1302 byla přítomna synově korunovaci.
Helvig Holštýnská zemřela v roce 1324 a pohřbena v kostele Riddarholmen stejně jako její manžel a dcera Richenza.

## Potomci
1. Ingeborg Švédská († 1319) ∞ Erik VI. Dánský
2. Birger Švédský (1280-1321), švédský král
3. Erik Magnusson († 1318), vévoda ze Södermanlandu
4. Valdemar Magnusson († 1318), finský vévoda
5. Richenza († po 1347), abatyše